# Paraniphona rotundipennis
Paraniphona rotundipennis là một loài bọ cánh cứng trong họ Cerambycidae.